# Mongolia en los Juegos Paralímpicos de Londres 2012
Mongolia estuvo representada en los Juegos Paralímpicos de Londres 2012 por seis deportistas, tres hombres y tres mujeres. El equipo paralímpico mongol no obtuvo ninguna medalla en estos Juegos.